# Thomas Will (Radsportler)
Thomas Will (* 2. Juni 1966 in Cottbus) ist ein ehemaliger deutscher Radrennfahrer, der auf Bahn und Straße aktiv war.
1987 wurde Thomas Will DDR-Meister in der Mannschaftsverfolgung auf der Bahn, mit Steffen Blochwitz, Dirk Meier und Roland Hennig vom SC Cottbus, 1988 gemeinsam mit denselben Fahrern-Vize-Meister. Ebenfalls 1987 gewann der Vierer des SC Cottbus mit  Blochwitz, Meier, Will und Jörg Pawalozyk die DDR-Hallenmeisterschaften im Radsport bei den Berliner Winterbahnrennen in der Werner-Seelenbinder-Halle. Vier Jahre später errang er gemeinsam mit Blochwitz, Meier und Achmed Wolke den deutschen Meistertitel im Mannschaftszeitfahren. 1987 gewann er den traditionsreichen Bahnradsportwettbewerb 500+1 Kolo in Brno.
Nach dem Rücktritt vom aktiven Radsport erlernte Will den Beruf des Physiotherapeuten. Er führt mit seiner Frau eine gemeinsame Praxis in Cottbus und betreut aktive Sportler.

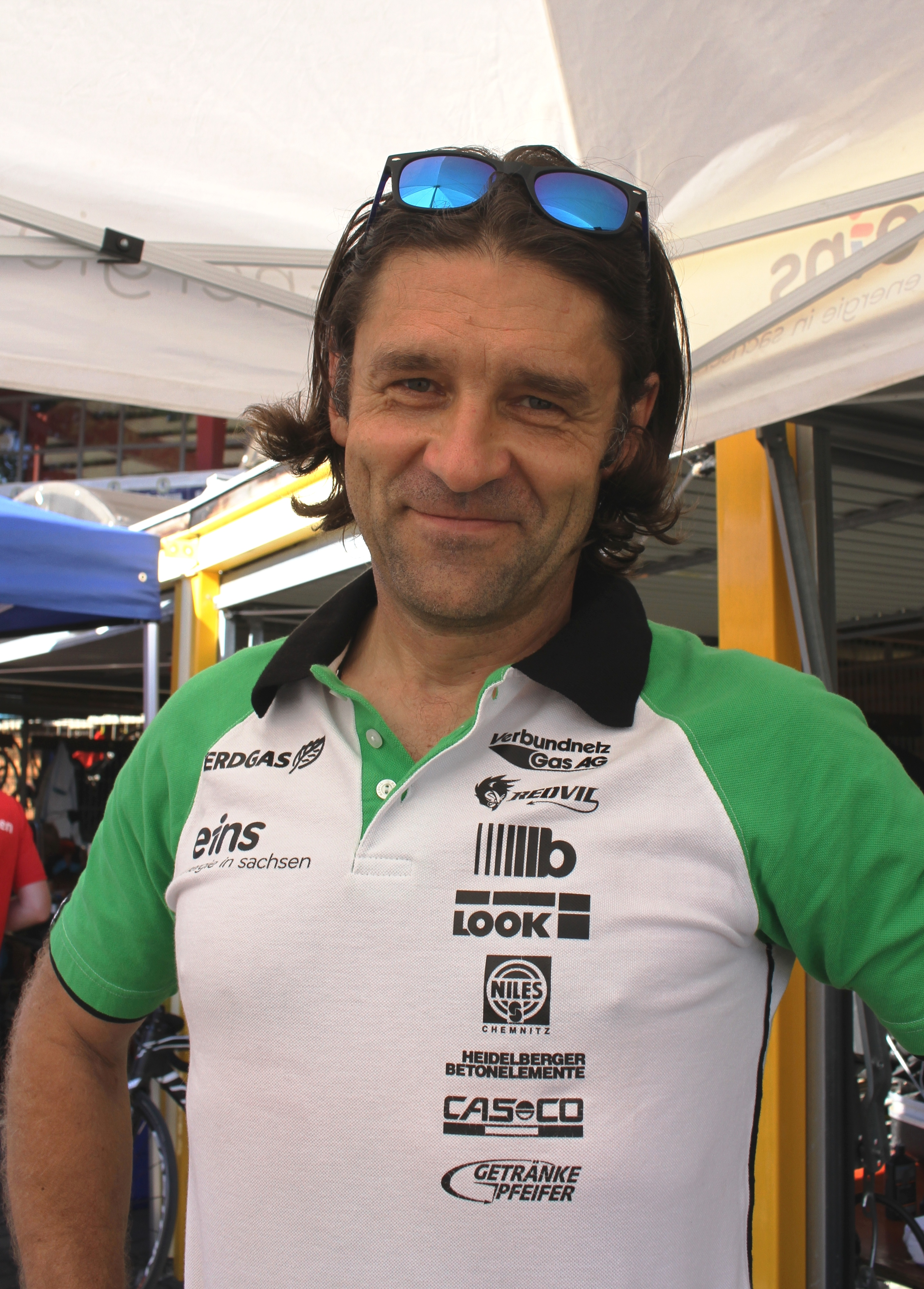
Thomas Will (2016)